# Хляб и шоколад
„Хляб и шоколад“ (на италиански: Pane e cioccolata) е италианска трагикомична драма от 1974 година на режисьора Франко Брузати с участието на Нино Манфреди и Ана Карина.

## Сюжет
Нино е имигрант от Италия, който работи в Швейцария далеч от семейството си. Той не се вписва в местното общество, чийто манталитет е далеч от италианския и който не приема многобройните имигранти. Често му се случват неуспехи. Няколко пъти той възнамерява да се върне в Италия с влак като много други имигранти, но самочувствието му го кара всеки път да остане. Работи като сервитьор на изпитателен срок в ресторант, където се конкурира за място с турски имигрант, но губи работата си. Той е подпомаган от гръцката имигрантка Елена, която преподава италиански в училище. Нино получава работа при богат италианския индустриалец. Но на следващия ден той се самоубива. След това той стига до птицеферма, където италианските имигранти избиват пилета и самите те живеят в курник. За да го възприемат като човек, Нино боядисва коса си руса и се облича като швейцарец, започва да говори немски. Представяйки се за швейцарец в бар, като гледа с другите посетители футболен мач на италианския национален отбор, но националните чувства надделяват и си признава, че е италианец.

## В ролите
| Изпълнител      | Роля                    |
| --------------- | ----------------------- |
| Нино Манфреди   | Нино Гарофало           |
| Ана Карина      | Елена                   |
| Джони Дорели    | Италиански индустриалец |
| Паоло Турко     | Джани                   |
| Уго Д'Алесио    | старецът                |
| Тано Чимароза   | Джакомо                 |
| Джанфранко Бара | Турчинът                |
| Джорджо Чериони | Полицейски инспектор    |
| Нелиде Джамарко | Русокосата              |

## Награди и номинации
- 1974 Награда „Давид на Донатело“ за най-добър филм
- 1974 Награда „Давид на Донатело“ за най-добър актьор Нино Манфреди
- 1974 Награда „Давид на Донатело Еуропео“ за Франко Брузати
- 1974 Награда OCIC на Берлинале за Франко Брузати
- 1974 Награда „Сребърна мечка“ за Франко Брузати
- 1974 Номинация за „Златна мечка“
- 1974 Награда „Сребърна лента“ за най-добър сюжет за Франко Брузати